# The Moon Is Rising
The Moon Is Rising (englisch für „Der Mond steigt auf“) ist ein englischsprachiger Popsong, welcher von Aminata Savadogo, Oskars Uhaņs und der lettischen Sängerin Samanta Tīna geschrieben wurde. Mit diesem Titel hat Tīna Lettland beim Eurovision Song Contest 2021 in Rotterdam vertreten.

## Hintergrund und Produktion
Bereits im Mai 2020 kündigte der lettische Rundfunk Latvijas Televīzija an, dass Tīna Lettland beim kommenden Eurovision Song Contest vertreten werde, nachdem die Ausgabe 2020 aufgrund der fortschreitenden COVID-19-Pandemie abgesagt werden musste. Den Titel schrieb die Interpretin gemeinsam mit Oskars Uhaņs und Aminata Savadogo, welche bereits den Text für Still Breathing schrieb. Abgemischt und gemastered wurde der Titel ebenfalls von Oskars Uhaņs und Los Rollos.

## Musik und Text
Der Titel enthält Einflüsse aus Dubstep. Zum Text sagt die Interpretin, dass er von starken und bewundernswerten Frauen handele. Sie lade jede Frau dazu ein, keine Angst vor sich selbst und ihren Eigenheiten zu haben. Die wichtigste Zeile aus dem Titel sei „You got something to say, say it to my face“ (deutsch „Wenn du etwas zu sagen hast, dann sage das in mein Gesicht“). Zwar könne man mit seiner inneren Einstellung sich selbst gegenüber die Art und Weise beeinflussen, was andere Leute über einen denken, jedoch sei dies nicht genug. Weiterhin solle man seine Einzigartigkeit akzeptieren. Zwar könne ein Mensch mit Komplimenten überschüttet werden, aber dies bringe nichts, wenn er nicht glücklich mit sich selbst sei. Wenn eine Person nicht in eine von der Gesellschaft auferlegte Kategorie passe, glaube sie schnell, dass etwas mit ihr nicht stimme.

## Beim Eurovision Song Contest
Die Europäische Rundfunkunion kündigte am 17. November 2020 an, dass die ausgeloste Startreihenfolge für den 2020 abgesagten Eurovision Song Contest beibehalten werde. Lettland trat somit in der zweiten Hälfte des zweiten Halbfinale am 20. Mai 2021 an. Am 30. März gab der Ausrichter bekannt, dass Lettland die Startnummer 15 erhalten hat.
Die Interpretin wird auf der Bühne von drei Begleitsängerinnen bestehend aus Kitija Blūma, Una Daniela Aizgale und Paula Saija begleitet.

## Veröffentlichung und Musikvideo
Der Titel wurde erstmals am 12. März 2021 präsentiert. Das zugehörige Musikvideo entstand unter der Regie von Tīna selbst. Es wurde mit ihrem Handy, einem Samsung Galaxy S21, von Ritvars Bluka aufgenommen.

## Rezeption
Nach der Veröffentlichung des Videos reichte der Musiker Kaspars Pudniks eine Petition ein und forderte, dass Tína mit ihrem Lied nicht am Eurovision Song Contest teilnehmen dürfe. Begründet wurde dies damit, dass das Musikvideo zu anstößig sei und darauf bedacht sei, die traditionelle Familie zu zerstören. Es gehe darum, die Werte der Familie, sowie die lettische Kultur zu verteidigen. Eltern sei es nicht möglich, ihren Kindern die Bedeutung des Musikvideos zu erklären. Gunārs Nāgels schrieb im Latvijas Avīze, dass die Cancel Culture nun Tīna getroffen habe und sie nun aus der Ecke boykottiert werde, welche genau diese Praktik kritisiert habe.
Der deutschsprachige Blog ESC Kompakt schreibt, dass die Botschaft des Textes „sehr deutlich“ sei. Die Sängerin wird positiv bewertet, jedoch wurde der Titel überwiegend durchschnittlich bewertet und als zu anstrengend empfunden. Der Blog Wiwibloggs meint, dass der Titel wie alle anderen Songs von Tīna unvorhersehbar sei und man ihn nicht in eine Kategorie drücken könne.